# Portal MTV
Portal MTV foi o site musical através dos conteúdos da MTV Brasil.

## Primeiros anos no ar
Ao longo dos anos e à medida em que a internet no Brasil foi crescendo em audiência e importância, a MTV buscou acompanhar as tendências da época. Em 1998, anunciou a estreia de um programa, "Blá Blá Blá", no qual os telespectadores vão poder comentar, por meio da home page da emissora, os clipes que estão sendo exibidos na mesma hora. O site da MTV Brasil chegou a receber reconhecimentos como o iBest 2001, concurso que premiava os melhores da internet, nas categorias de Melhor Design (júri popular), Site de Música (júri popular) e de Televisão (júris oficial e popular).
Em 2006, reagindo à concorrência representada pelo YouTube, a emissora lançou o MTV Overdrive, site com "milhares de clipes de música, programas do canal e vídeos exclusivos", permitindo também que amadores subissem vídeos amadores. Na época, Zico Góes, que era o diretor de programação da MTV Brasil, chegou a afirmar que "o videoclipe não pertence mais à televisão", apostando que o futuro dos vídeos musicais pertencia ao mundo digital. O Overdrive, no final daquele ano, hospedava 7 mil clipes e se tornou o segundo mais acessado das filiais da MTV do mundo, só perdendo para o americano.

## Da internet para a televisão

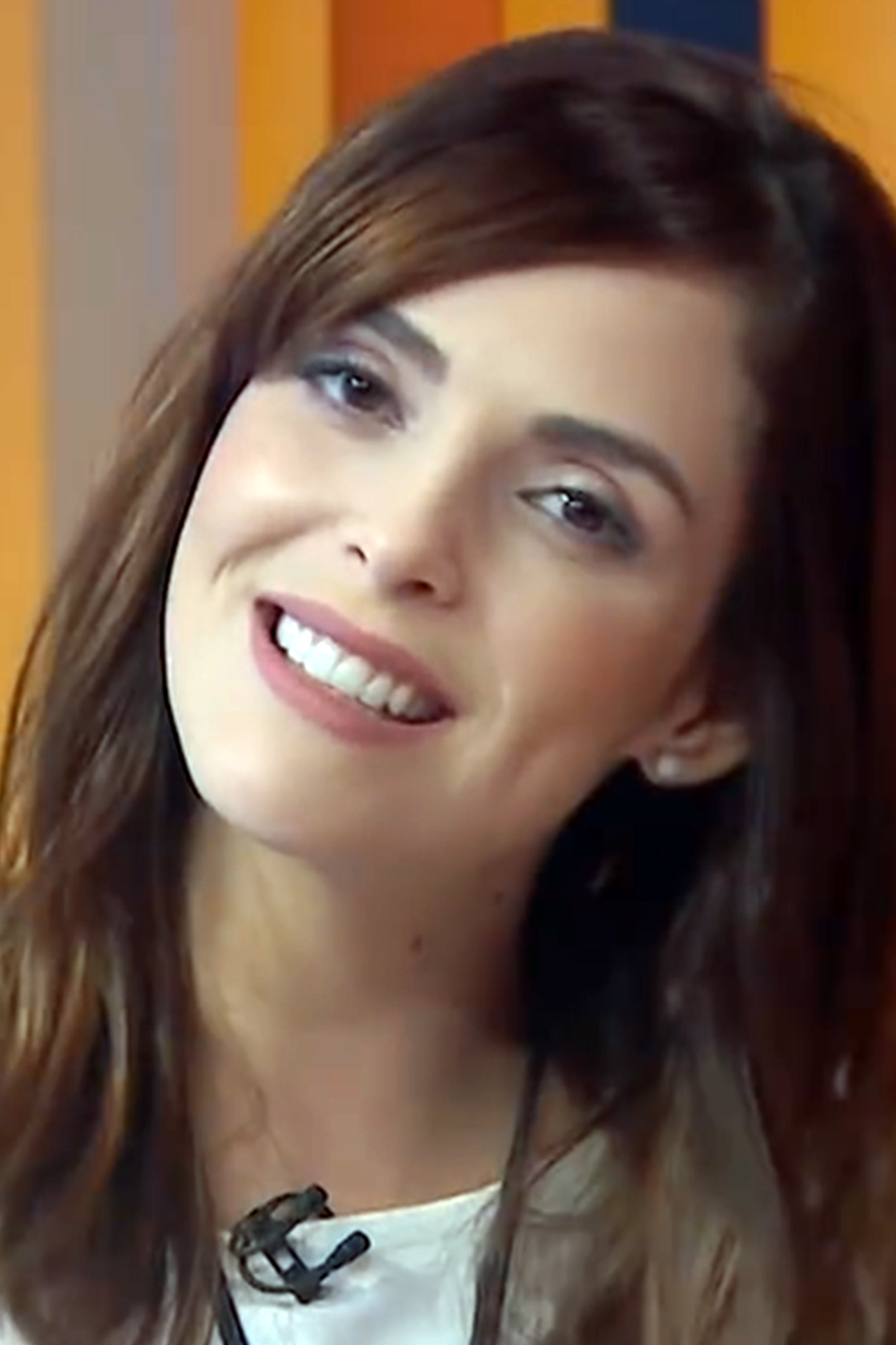
Titi Müller, que se tornou VJ após o sucesso do podcast "Podsex", que era veiculado no portal da MTV Brasil.

A MTV Brasil também começou a trazer revelações da internet para se tornarem apresentadores do canal. MariMoon, uma das primeiras webcelebridades brasileiras, fez sua estreia como VJ em janeiro de 2008 comandando o programa "Scrap MTV".
Em 2009, o processo de aproveitar talentos revelados pela internet para a televisão é acelerado. Em entrevista para o jornal O Estado de S. Paulo , o gerente de conteúdo digital da MTV, Mauro Bedaque, citou o "Podsex" como exemplo. Surgido originalmente como um podcast hospedado no site da MTV, com apresentação de Titi Müller e Kika Martinez, acabou indo parar na grade de programação da TV. Nas palavras de Bedaque:
"Agora a gente trata a internet com o respeito que ela merece. Nossa intenção é trazer produções independentes para o site e, consequentemente, para a TV. Somos o laboratório da MTV."
O próprio site virou programa de televisão: "Portal MTV", que simulava uma mini-grade de programação, misturando animação, ficção, documentários e paródias comerciais. Ia ao ar de segunda a quinta-feira, às 0h15, com uma seleção das produções do site oficial da emissora. 
Rafael Losso, que era VJ da MTV, trabalhou com Nicolas Vargas e Bruno Ondei na gestão diária do portal  e na coordenação de parcerias para o aumento da audiência online e da integração entre TV e internet.  Com isso, o portal MTV passou a integrar outros portais como POPLine (no ar até hoje), Judão e Papo de Gordo. Além disso, foi criada uma central de mais de 170 blogs, assinados por músicos, jornalistas, celebridades e comunicadores como Eduardo Suplicy (Blog do Suplicy), Soninha Francine (Blog da Soninha), Rafael Grampá (Blog do Grampá), Glauco Sabino (Descolex), Alexandre Inagaki (Pop Cabeça), Flávia Gasi (Game Blog), Chico Barney (Pagodecast) e o Blog do Greenpeace.
Um dos resultados dessas parcerias online foi a descoberta de novos DJs para o canal de TV, como Marina Santa Helena (que escrevia no blog Chiqueiro Chique) e Thiago Borbolla (criador do site Judão). Os números também cresceram: no primeiro semestre de 2010, o número de visitantes do site da MTV aumentou de 2,5 milhões para 9,5 milhões.

## Fim do projeto
Em 2011, Zico Goes, que esteve trabalhando no GNT, retornou para a MTV Brasil, voltando a ser seu diretor de programação e conteúdo, cargo que havia exercido anteriormente quando foi lançado o MTV Overdrive em 2006. Em uma palestra na qual falou da crise da gestão da emissora (que acabou por ocasionar o fim do canal sob a gestão do Grupo Abril, em 2013), comentou o que, posteriormente, considerou uma "decisão equivocada": 
Nunca tivemos problema com a internet, não achávamos que seria vilã. Sempre usamos a interatividade. Mas lá fora, a MTV começou a ratear, porque embora fosse um canal moderno, perdeu o passo da internet. Não conseguiu acompanhar. Houve um momento em que o MySpace foi oferecido à MTV na gringa, mas a MTV não quis, não sabia o que era uma rede social. Nessa ideia de que o videoclipe não era mais um produto televisivo e sim da internet, criaram a MTV Overdrive, um site onde todos os videoclipes estariam. O canal de TV era chamado de não-linear, com os programas, às vezes videoclipes, mas a linear, MTV Overdrive, tinha videoclipes. No Brasil, ninguém conseguia acessar. Você chegava nos clientes para tentar vender o comercial, a agência de publicidade não conseguia entrar. Deu tudo errado. Era uma boa intenção, mas chegou tarde e cedo demais ao mesmo tempo, pois no Brasil não engatava. 
A emissora saiu do ar, junto com o site oficial da MTV, em 30 de setembro de 2013. No dia seguinte, 1º de outubro, às 21h30, a nova MTV entrou no ar sob o comando da Viacom apenas da TV por assinatura.